# ديفيد غروسمان

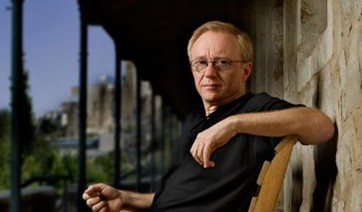
دفيد غروسمان

ديفيد غروسمان (بالعبرية: דויד גרוסמן)، مواليد القدس 25 يناير 1954. مؤلف قصصي وروايات وكاتب
إسرائيلي في أدب الطفل والنشئ. ترجمت كتاباته إلى عدد من اللغات.
دراسته القصصية «الريح الصفراء» The Yellow Wind حول الفلسطينيين في الضفة الغربية وقطاع غزة الواقعة تحت الاحتلال الإسرائيلي، قوبلت بالترحاب في الخارج لكنها استقبلت بجدل في إسرائيل.

## سيرة
درس غروسمان الفلسفة والمسرح في الجامعة العبرية في القدس، كما عمل كمراسل لإذاعة صوت إسرائيل، وكان أحد مقدمي برنامج "Cat in a Sack" وهو برنامج موجه للأطفال بث بين عامي 1970، 1984. تم تحويل كتابه Duel إلى دراما إذاعية بثت على الإذاعة ذاتها. برفقة داني إلدر قدم البرنامج الكوميدي الهزلي Stutz أو «بامكان هذا أن يحدث».
غروسمان الناشط الصريح من أجل السلام والذي يحظى باحترام من قبل المناوئين للصهيونية، أعلن عن دعمه لإسرائيل في بداية حرب لبنان 2006، رغم ذلك فقد أعلن لاحقا في مؤتمر صحفي برفقة عاموس أوز وأبراهام ب. يوشواه دعوا الحكومة الإسرائيلية الموافقة على وقف لإطلاق النار حقنا للدماء.
بعد يومين من المؤتمر الصحفي ابنه البالغ 20 عاما «أوري» وهو رقيب أول في وحدة مدرعة في الجيش الإسرائيلي، قتل بواسطة صاروخ مضاد للدبابات أطلق على الجيش الإسرائيلي أثناء العمليات الإسرائيلية في الجنوب اللبناني قبل وقت قصير من بدء سريان وقف لإطلاق النار.
في مقابلة تلفزيونية العام 2000 حذر غروسمان من دعم الإسرائيليين لثقافة الموت قائلا: (..زوجان يقولان: سيكون لدينا ثلاثة أطفال، فاذا قتل أحدهم سيتبقى اثنان فقط.)! 
يقيم غروسمان في قالونيا أو ميفاسيرت زيون في ضواحي القدس الغربية، وهو متزوج وأب لثلاثة أبناء جونثان، روث وأوري وهو متزوج من ميشيل غروسمان أخصائية معروفة في أمراض الأطفال النفسية.

## جوائز
- في عام 1984 حاز غروسمان على جائزة رئيس الوزراء للعمل الإبداعي.
- في عام 2004 تم تكريمه بجائزة بريميو فلايانو* الإيطالية المرموقة.
- في عام 2007 تم منحه جائزة إيميت.
- في يوم 2 فبراير 2007 تم منحه شهادة الدكتوراة الفخرية من جامعة لوفان الكاثوليكية في بلجيكا.
- في عام 2008 منح جائزة غيشويستر شول برايز "Geschwister-Scholl-Preis" الأدبية الألمانية.
- في عام 2017 فاز ديفيد غروسمان بجائزة مان بوكر الدولية عن روايته «حصان يدخل البار».[10]

## روايات ترجمت للإنجليزية
- Duel [דו קרב / Du-krav, 1982]. London: Bloomsbury, 1998, ISBN 0-7475-4092-6
- The Smile of the Lamb [חיוך הגדי / Hiyukh ha-gedi: roman, 1983]. New York: Farrar, Straus, and Giroux, 1990, ISBN 0-374-26639-5
- See Under: Love [עיין ערך: אהבה / Ayen erekh—-ahavah: roman, 1986]. New York: Farrar, Straus, and Giroux, 1989, ISBN 0-374-25731-0
- The Book of Intimate Grammar [ספר הדקדוק הפנימי / Sefer ha-dikduk ha-penimi: roman, 1991]. New York: Farrar, Straus, and Giroux, 1994, ISBN 0-374-11547-8
- The Zigzag Kid [יש ילדים זיג זג / Yesh yeladim zigzag, 1994]. New York: Farrar, Straus, and Giroux, 1997, ISBN 0-374-52563-3 -.
- Be My Knife [שתהיי לי הסכין / She-tihyi li ha-sakin, 1998]. New York: Farrar, Straus, and Giroux, 2001, ISBN 0-374-29977-3
- Someone to Run With [מישהו לרוץ איתו / Mishehu laruts ito, 2000]. London: Bloomsbury, 2003, ISBN 0-7475-6207-5
- Her Body Knows: two novellas [בגוף אני מבינה / Ba-guf ani mevinah: tsemed novelot, 2003]. New York: Farrar, Straus, and Giroux, 2005, ISBN 0-374-17557-8

## قصص ترجمت للإنجليزية
- The Yellow Wind [הזמן הצהוב / Ha-Zeman ha-tsahov, 1987]. New York: Farrar, Straus, and Giroux, 1988, ISBN 0-374-29345-7
- Sleeping on a Wire: Conversations with Palestinians in Israel [נוכחים נפקדים / Nokhehim Nifkadim, 1992]. New York: Farrar, Straus, and Giroux, 1993, ISBN 0-374-17788-0
- Death as a Way of Life: Israel Ten Years after Oslo [מוות כדרך חיים / Mavet ke-derech khayyim, 2003]. New York: Farrar, Straus, and Giroux, 2003, ISBN 0-374-10211-2
- Lion’s honey : the myth of Samson [דבש אריות / Dvash arayiot, 2005].

## أفلام
- ابتسامة الخروف "Smile of the Lamb" (رواية) استوحي منها فيلم من إخراج وتأليف شيمون دوتان.
- شخص تصاحبه جريا أو شخص ما تجري برفقته "Someone to Run With" (رواية) استوحي منها فيلم من إعراج أوديد دافيدوف.[11]